# Bolland (plaats)
Bolland is een plaats en deelgemeente van de Belgische gemeente Herve, het was een zelfstandige gemeente tot aan de gemeentelijke herindeling van 1977.
Bolland ligt in de provincie Luik. Door de plaats stroomt ook het gelijknamige riviertje de Bolland.

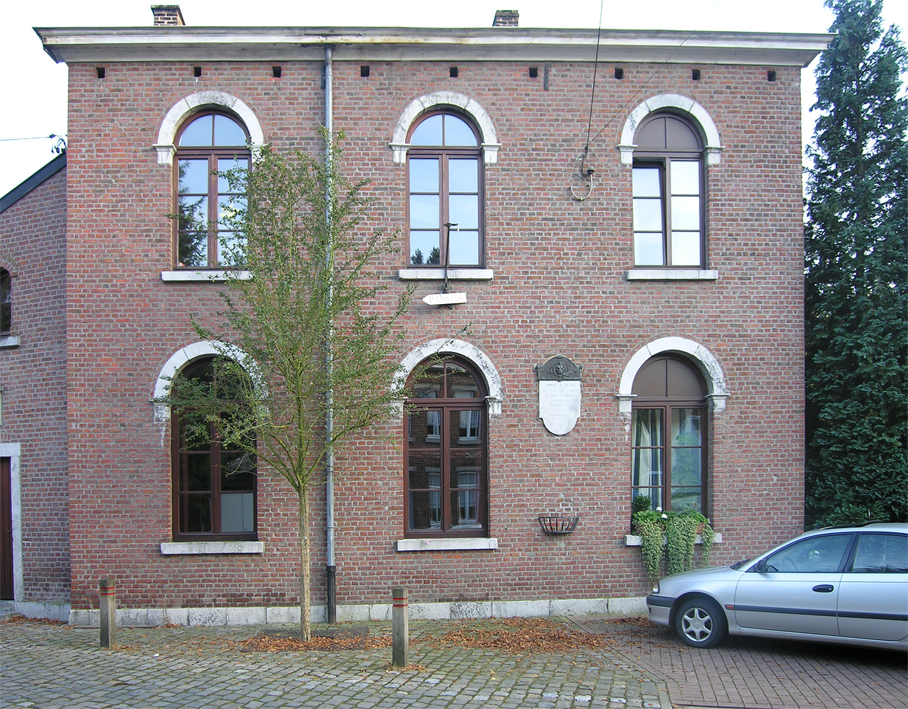
Het voormalige gemeentehuis

## Geschiedenis
Tot de opheffing van het hertogdom Limburg was Bolland een protectoraat van het hertogdom. In naam was Bolland eigendom van de markies van Antwerpen. Net als de rest van het hertogdom werd Bolland bij de annexatie van de Zuidelijke Nederlanden door de Franse Republiek in 1795 opgenomen in het toen gevormde departement Ourthe.

## Demografische ontwikkeling
- Bronnen:NIS, Opm:1831 tot en met 1970=volkstellingen; 1976 = inwoneraantal op 31 december

## Bezienswaardigheden
Kerk, kasteel en kasteelboerderij vormen een fraai architectonisch ensemble in het centrum van het dorp.
- Kasteel van Bolland
- Kasteelboerderij
- Sint-Apollinariskerk
- Kapel van Noblehaye
- Overblijfselen van het Minderbroedersklooster
- Enkele wegkruisen, waaronder een moordkruis van 1630.
- Diverse historische boerderijen.

## Natuur en landschap
Bolland ligt in het Land van Herve, in de vallei van de Bollandbeek op een hoogte van ongeveer 200 meter. De valleien van de Bollandbeek en de hierin uitstromende Ruisseau de Noblehaye hebben enkele bossen, het plateau wordt ingenomen door landbouwactiviteit.

## Nabijgelegen kernen
Blegny, Mortier, Melen, Herve, Julémont